# Margarete Wallmann

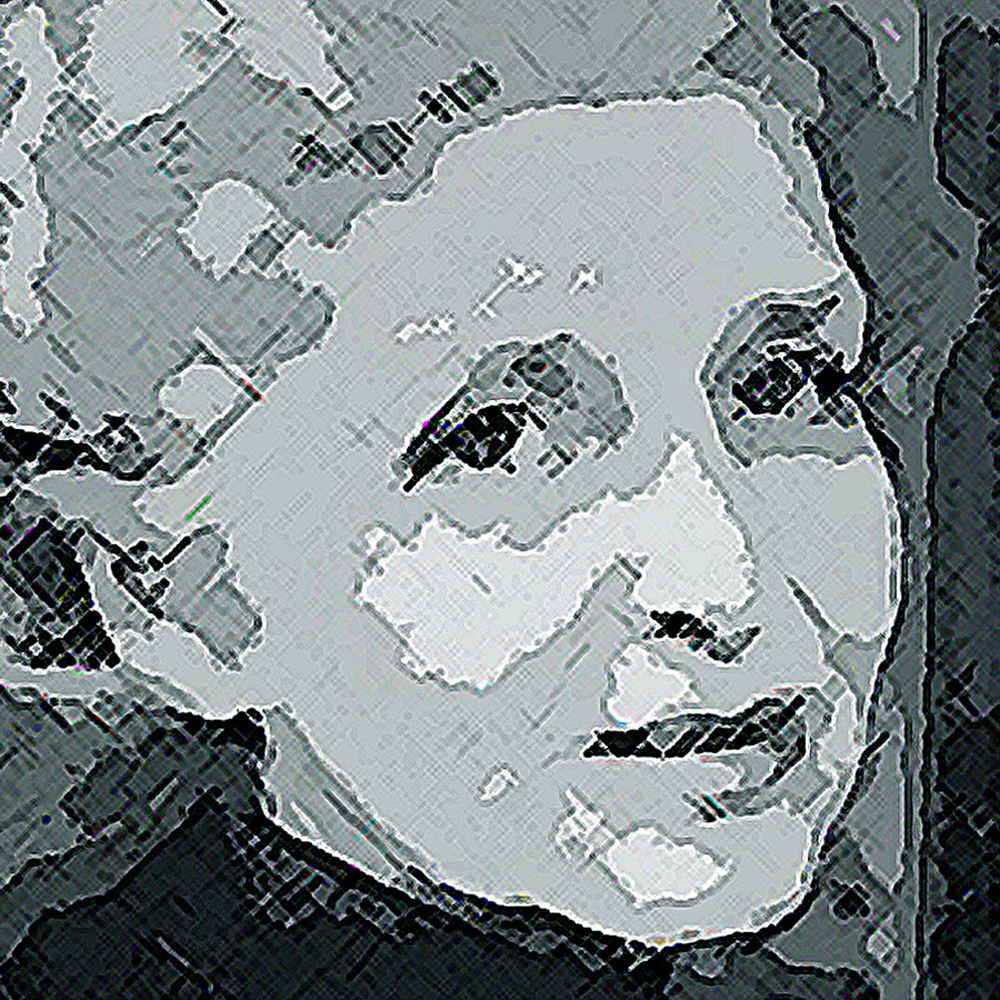
Margherita Wallmann (1970)

Margarete Wallmann, auch Margarethe oder Margarita oder Margherita, auch Wallman (* 22. Juni 1904 in Berlin; † 2. Mai 1992 in Monaco) war eine Tänzerin, Choreographin, Bühnenbildnerin und Opernregisseurin. Mit der Länge ihrer Karriere und der Anzahl ihrer Inszenierungen nimmt sie unter den Opernregisseuren einen Spitzenplatz ein.

## Leben und Werk
Wallmann war die ältere von zwei Töchtern des jüdischen Lederhändlers Paul Wallmann und seiner Ehefrau Selma Daniel; beide Eltern starben im KZ Bergen-Belsen. Ihre Memoiren Les balcons du ciel, die sie 1976 unter dem Namen Margarita Wallmann erscheinen ließ, berichten hierzu nichts, sondern beschränken sich auf die Darstellung von Begebenheiten im Zusammenhang mit ihrer späteren Karriere als Choreographin und Regisseurin.

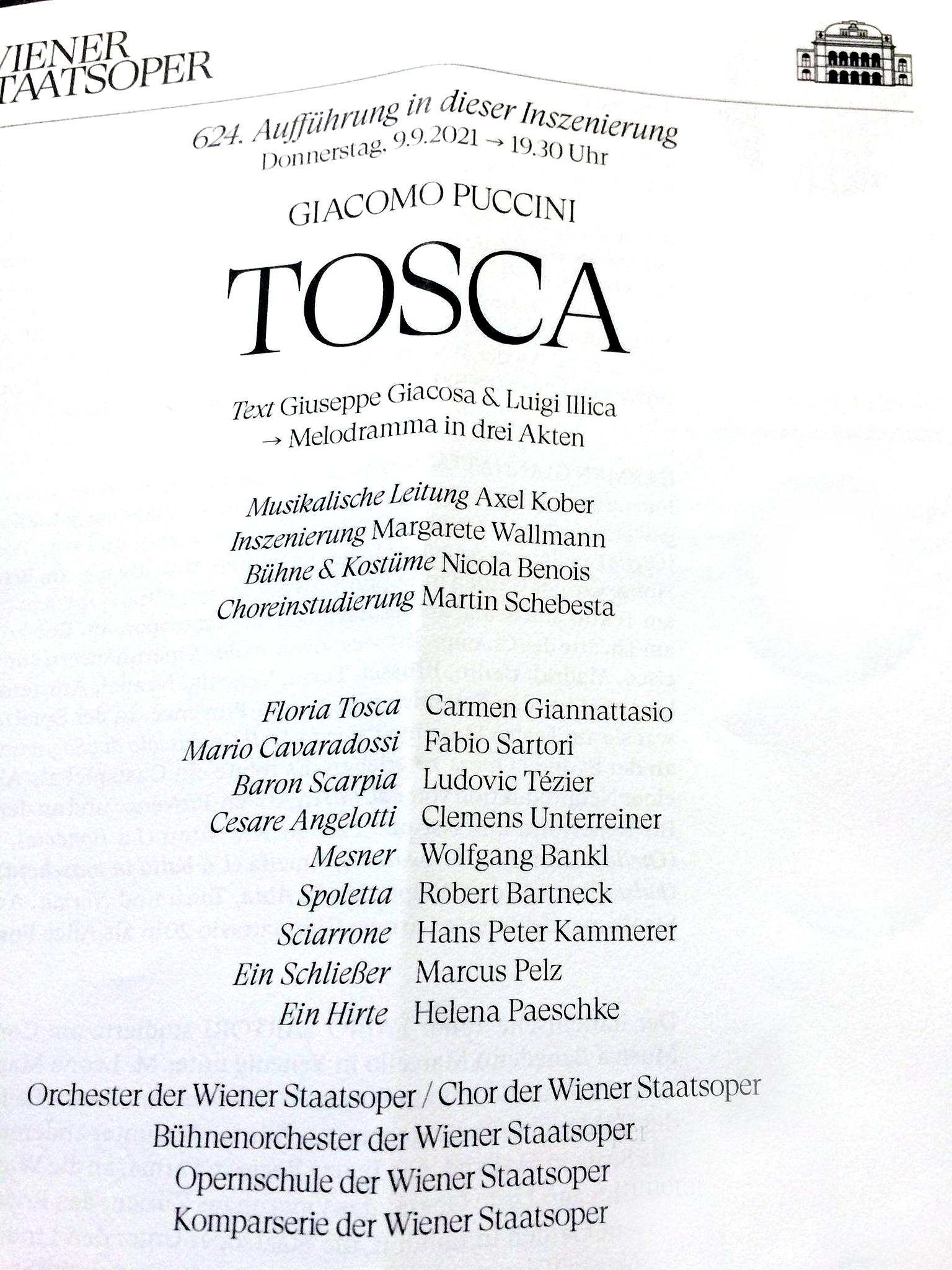
624. Aufführung der Wallmann-Inszenierung: Tosca an der Wiener Staatsoper am 9. September 2021

Wallmann begann als Tänzerin. Nach klassischer Ausbildung bei Eugenia Eduardowa (1882–1960) in Berlin, später bei Heinrich Kröller (1880–1930) und Anna Ornelli in München, studierte sie ab 1923 bei Mary Wigman in Dresden und ging mit deren Truppe, zu der unter anderen Hanya Holm und Gret Palucca gehörten, auf Tournee. 1928 reiste sie nach New York und hielt dort Vorträge über Wigmans expressionistischen Ausdruckstanz. Ab 1929 war sie Leiterin der Wigman-Schule in Berlin. In Edith Türckheim hatte sie ihre talentierteste Schülerin, die später selbst als Studio-Leiterin den Wigman-Stil weiter trug. 1930 gründete Wallmann eine eigene Truppe, das Tänzer-Kollektiv, das im folgenden Jahr bereits 37 Mitglieder zählte. Die erste aufsehenerregende Produktion war das „Bewegungsdrama“ Orpheus Dionysos von Felix Emmel mit Wallmann als Eurydike und Ted Shawn als Orpheus. Shawn engagierte Wallmann anschließend für einen Lehrauftrag an der von ihm mitgegründeten Denishawn School of Dancing and Related Arts in Los Angeles. 1931 brachte die Truppe Emmels „Tanz-Mysterien-Spiel“ Das jüngste Gericht bei den Salzburger Festspielen zur Uraufführung. Auch in den folgenden Jahren war Wallmann in Salzburg tätig, konnte nach einem schweren Unfall selbst allerdings nicht mehr tanzen.
1933 übersiedelte sie nach Wien und war ab 1934 Ballettmeisterin an der dortigen Staatsoper. 1938, nach dem Anschluss Österreichs, wurde ihr wegen ihrer jüdischen Abstammung gekündigt und ebenso ihrem Gatten Hugo Burghauser, mit dem sie allerdings bereits in Scheidung lebte. Während dieser am 12. September 1938 über Ungarn, Jugoslawien und Italien nach Kanada und schließlich in die USA emigrierte, wurde Wallmann an das Teatro Colón in Buenos Aires engagiert und baute dort ein Ballettensemble auf.
1949 kehrte Wallmann nach Europa zurück und übernahm die Leitung des Balletts der Mailänder Scala, mit dem sie unter anderem 1958 Vita dell'uomo von Alberto Savinio erarbeitete. Daneben führte sie ab 1952 Regie; unter bedeutenden Opern waren mehrere mit Maria Callas. Sie inszenierte unter anderem 1953 Medea von Luigi Cherubini, dirigiert von Leonard Bernstein, 1954 Alceste von Christoph Willibald Gluck, dirigiert von Carlo Maria Giulini, Norma von Vincenzo Bellini, Un ballo in maschera von Giuseppe Verdi und 1958 Turandot von Giacomo Puccini mit Birgit Nilsson. An der Wiener Staatsoper inszenierte sie jeweils zwei Werke Verdis und Puccinis – 1958 Tosca (mit Renata Tebaldi und Herbert von Karajan am Pult), 1960 La forza del destino, 1961 Turandot (erneut mit Nilsson sowie mit Giuseppe di Stefano als Calaf und Leontyne Price als Liù) und 1962 Don Carlos (Verdi) (mit Boris Christoff, Flaviano Labo, Eberhard Waechter, Hans Hotter, Tugomir Franc, Sena Jurinac und Giulietta Simionato). Ihre Tosca-Inszenierung erreichte am 3. März 2022 die Zahl von 631 Aufführungen und steht nach wie vor auf dem Spielplan der Wiener Staatsoper.
Wallmann war auch an bedeutenden Ur- und Erstaufführungen beteiligt, darunter 1955 David von Darius Milhaud, 1955 Der feurige Engel von Sergei Prokofjew, 1957 Les Dialogues des Carmélites von Francis Poulenc, 1958 Assassinio nella cattedrale von Ildebrando Pizzetti, 1962 Atlántida von Manuel de Falla und L'opéra d'Aran von Gilbert Bécaud, 1969 Die Teufel von Loudun von Krzysztof Penderecki und Andrea del Sarto von Jean-Yves Daniel-Lesur und 1974 Antoine et Cléopatre von Emmanuel Bondeville.
La Gioconda von Amilcare Ponchielli inszenierte sie 1966 an der Metropolitan Opera und Turandot von Giacomo Puccini, Les Troyens von Hector Berlioz, Un ballo in maschera und Don Carlos von Giuseppe Verdi an der Opéra National de Paris. An der Deutschen Oper Berlin inszenierte sie Turandot von Giacomo Puccini und La forza del destino von Giuseppe Verdi.

## Gedenken

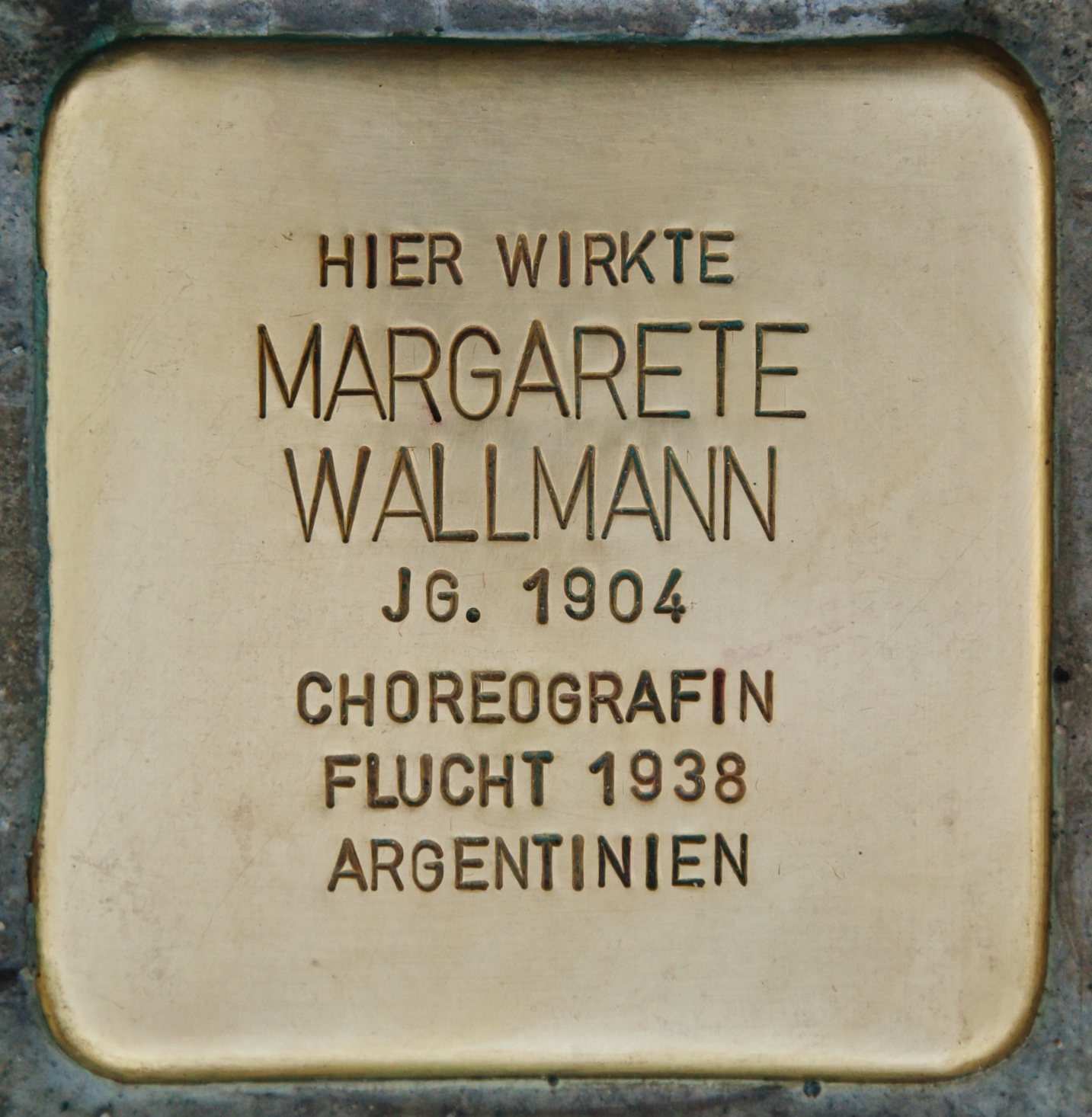
Stolperstein in Salzburg

Am 17. August 2020 wurde durch den Künstler Gunter Demnig vor dem Haus für Mozart in Salzburg ein Stolperstein für Margarete Wallmann verlegt.

## Filme
- Ballettmeisterin: Anna Karenina. Regie Clarence Brown, mit Greta Garbo, Fredric March und Basil Rathbone. 1935. imdb.com
- Choreographie: Regina della Scala. Regie Camillo Mastrocinque. 1937. imdb.com
- Choreographie: La donna piu bella del mondo. Regie Robert Z. Leonard, mit Gina Lollobrigida, Vittorio Gassman, Robert Alda, Anne Vernon. 1955. imdb.com
- Choreographie: Aida Regie Clemente Fracassi (1917–1993), mit Sophia Loren / Renata Tebaldi, 1953. imdb.com
- Regie: Turandot (Puccini) mit Birgit Nilsson, Dirigent Georges Prêtre, 1967 (Legato Classics) operone.de
- Regie: Lucia di Lammermoor mit Joan Sutherland, Alfredo Kraus, Dirigent Richard Bonynge, Aufzeichnung der Aufführung in der Metropolitan Opera New York am 13. November 1982. Deutsche Grammophon DVD-Video 073 410-9 forumopera.com

## Memoiren
- Les balcons du ciel. Mémoires. Robert Laffont, 1976.
- Neuausgabe unter dem Titel: Sous le ciel de l'opéra. Mémoires. Felin, 2004, ISBN 2-86645-562-2.